# ريم جارية أشجع بن عمرو السلمي
أشجع بن عمرو السلمي أبو الوليد من بني سليم من قيس عيلان. شاعر فحل، كان معاصراً لبشار، ولد باليمامة ونشأ في البصرة، وانتقل إلى الرقة، واستقر ببغداد. مدح البرامكة وانقطع إلى جعفر بن يحيى فقربه من الرشيد، فأعجب الرشيد به، فأثري وحسنت حاله، وعاش إلى ما بعد وفاة الرشيد ورثاه.

وله جارية اسمها ريم كان يعشقها أشجع ويجد بها وجداً شديداً، وكانت تحلف له إن بقيت بعده لم تعرض لغيره فقال فيها:
إذا غمضت فوقي جفون حفيرة من الأرض فابكيني بما كنت أصنع
تعزك عني عند ذلك سلوة وإن ليس فيمن وارث الأرض مطمع
إذا لم تري شخصي وتغنيك ثروتي ولم تسمعي مني ولا منك أسمع
فحينئذ تسلين عني وإن يكن بكاء فأقصى ما تبكين أربع
قليل ورب البيت يا ريم ما أرى فتاة بمن ولى به الموت تقنع
بمن تدفعين الحادثات إذا رمى عليك بها عام من الجدب يطلع

فحينئذ تدرين من قد رزيته إذا جعلت أركان بيتك تنزع